# Tatiana Roque
Tatiana Marins Roque (Río de Janeiro, 24 de abril de 1970) es una profesora y matemática brasileña.
Es profesora del Instituto de Matemática de la Universidad Federal de Río de Janeiro (UFRJ), con sede en el Instituto Alberto Luiz Coimbra de Pós-Graduação and Pesquisa em Engenharia (Coppe) de la Universidade Federal de Río de Janeiro. Su área de investigación comprende el área de la historia de la matemática, relaciones entre la historia y el conjunto de la matemática y la historia de las teorías de la diferenciación y la mecánica de la vida entre los siglos XIX y el  XX. 
Fue ponente invitada del Congreso Internacional de Matemáticos en Río de Janeiro (2018).
En la política, fue candidata en 2018 la diputada federal por el PSOL. Recibió 15.789 votos, alcanzando la tercera suplência de la coligação.

## Publicaciones
Su libro: Historia de la matemática: una visión crítica, deshaciendo mitos y leyendas (2012) fue uno de los vencedores del Premio Jabuti de 2013.